# Nicoară Creț
Nicoară Creț (n. 13 aprilie 1946), este un fost deputat român în legislatura 2000-2004, ales în județul Arad. A fost membru în Partidul România Mare PRM până în februarie 2002, când a devenit membru al Partidului Social-Democrat PSD. Nicoară Creț a fost membru în grupurile parlamentare de prietenie cu Ungaria și Liban. Nicoară Creț este doctor în economie. 